# Louis-Marie de Mailly
Louis-Marie de Mailly (* 23. November 1744 in Mailly-Raineval; † 6. Dezember 1792 in Amiens), Comte, später Marquis de Mailly, schließlich Duc de Mailly d’Haucourt, war ein französischer General und Politiker aus dem Haus Mailly.

## Leben
Er war das einzig überlebende der vier Kinder von Augustin-Joseph de Mailly, Comte de Mailly, Kommandant für den König in Abbeville, Lieutenant-général des Roussillon und 1783 Marschall von Frankreich, und seiner zweiten Frau Marie Michelle de Séricourt, Marquise d’Esclainvilliers.
Louis-Marie de Mailly erhielt die Nottaufe am Tag nach seiner Geburt in der Schlosskapelle, seine reguläre Taufe fandet am 5. Oktober 1745 in der nahe gelegenen Kirche von Sauvillers-Mongival statt. Im Frühjahr, am 27. April 1745, war er als Postulant beim Malteserorden angenommen worden; er legte aber nie das Rittergelübde ab, um im Alter von 18 Jahren heiraten zu können.
Er war für eine militärische Laufbahn vorgesehen. Am 3. April 1747 wurde er aufgrund des Rücktritts seines Vaters und Wirkung zu seinem 18. Geburtstag (d. h. zum 23. November 1762) Capitaine-lieutenant der Gendarmes écossais. Mit 13 oder 14 Jahren, im Jahr 1757, wurde er Musketier der ersten Kompanie. Anlässlich seiner Hochzeit Anfang 1762 erhielt er en survivance das Gouvernement von Abbeville, mit dem sein Vater ausgestattet war, und wurde Capitaine-lieutenant der Gendarmes écossais im Rang eines Mestre de camp. Am 3. Januar 1770 wurde er Lieutenant-général von Roussillon (ebenfalls en survivance seines Vaters), im gleichen Jahr Mestre de camp des Régiment Royal-Pologne cavalerie. Im Jahr 1771 wurde er zum Ritter im Ordre royal et militaire de Saint-Louis ernannt.
Am 2. Februar 1777 erhielt er von König Ludwig XVI. ein Brevet, das ihn auf Lebenszeit zum Duc de Mailly et d’Haucourt ernannte (die Erblichkeit des Herzogstitels wurde ihm versprochen, kam dann aber mangels Erben nicht zum Zuge) und ihm gleichzeitig die Honneurs du Louvre verlieh. 1779 erhielten er und seine Frau die Grande Croix de dévotion de la religion de Malte. Im Jahr 1780 wurde er zum Colonel, Brigadier de cavalerie und am 5. Dezember 1781 zum Maréchal de camp.
Am 6. April 1789 wurde er von der Bailliage de Péronne zum Abgeordneten des Adels in die Generalstände gewählt, zusammen mit Alexandre de Lameth, gegen den er häufig antrat.
Der Duc de Mailly war dem Ancien Régime verbunden und saß mit der Mehrheit der Adelskammer, die den Forderungen des Dritten Standes feindlich gegenüberstand. Er widersetzte sich den Entscheidungen der Mehrheit der Versammlung und reichte schließlich am 10. Oktober 1789 seinen Rücktritt ein. In der Konstituante wurde er durch seinen Stellvertreter, Antoine Charles Gabriel de Folleville, Marquis de Folleville, ersetzt. Er verließ Paris endgültig am 20. Oktober 1792 Richtung Amiens, wo er in der Rue de l’Evêché wohnte und am 6. Dezember 1792 starb. Er wurde in der Kirche von Folleville in der Nähe seiner Mutter beigesetzt.

## Ehe und Familie
Mit Ehevertrag vom 17. und 18. Januar 1762 heiratete Louis-Marie de Mailly am 25. Januar 1762 Marie-Jeanne de Talleyrand-Périgord (* 4. August 1747 in Versailles; † vor 1792), Dame d’atours der Königin Marie Antoinette seit Oktober 1775 (sie trat 1781 zurück), die Tochter von Gabriel Marie de Talleyrand-Périgord, Comte de Périgord, Grande von Spanien 1. Klasse, Gouverneur-général und Grand-Bailli des Berry, Gouverneur der Städte Bourges und Issoudun, Maréchal de camp, Menin des Dauphin, Lieutenant-général des Armées du Roi, Gouverneur der Picardie, Oberbefehlshaber im Languedoc, und Marie Françoise Marguerite de Talleyrand-Périgord, Princesse de Chalais, Grande d’Espagne. Sie wohnten abwechselnd in Mailly und Paris, Rue de l’Uniiversité.
Das Paar bekam zwei Kinder, die im Kleinkindalter starben:
- Marie Joséphine (* 15. November 1769; † 18. November 1769)
- Gabriel Marie (* 22. Februar 1772; † 23. Februar 1774)